# Aleksandr Kott
Aleksandr Kott (russisk: Алекса́ндр Константи́нович Котт) (født 22. februar 1973 i Moskva i Sovjetunionen) er en russisk filminstruktør og manuskriptforfatter.

## Filmografi
- Brestskaja krepost (Брестская крепость, 2010)[1][2]
- Jolki 2 (Ёлки 2, 2011)
- Jolki 3 (Ёлки 3, 2013)
- Jolki 5 (Ёлки 5, 2016)